# Lepidosaphes conchiformis
Lepidosaphes conchiformis är en insektsart som först beskrevs av Gmelin 1790.  Lepidosaphes conchiformis ingår i släktet Lepidosaphes och familjen pansarsköldlöss. Inga underarter finns listade i Catalogue of Life.